# European Trophy
European Trophy – międzynarodowy klubowy turniej towarzyski w hokeju na lodzie rozgrywany w Europie. Uczestniczyły w nim drużyny z najwyższych poziomów lig europejskich. W latach 2006–2009 istniał pod nazwą Nordic Trophy.

## Historia
Turniej zainaugurowany został w 2006. W pierwszych dwóch edycjach wystartowały po cztery drużyny fińskie i szwedzkie. W 2008 do turnieju przystąpiło już 10 zespołów (po 5 z obu krajów). W 2009 turniej został rozdzielony na dwa oddzielne turnieje. Rozgrywki podzielone zostały na zmagania dla fińskich zespołów i szwedzkich. W obu wystartowało po sześć zespołów.
W 2010 Nordic Trophy połączyło się z innym turniejem towarzyskim Red Bull Salute, dzięki temu dołączyło się kolejne sześć zespołów. Po raz pierwszy uczestniczyły drużyny spoza Skandynawii. W kolejnej edycji zaplanowano udział 24 zespołów.

## Drużyny
W 2006 i 2007 w Nordic Trophy uczestniczyło po cztery zespoły ze Szwecji oraz Finlandii: Djurgården, Frölunda, Färjestad, Linköping oraz HIFK, Kärpät, Tappara and TPS Turku. W 2008 turniej poszerzył się o kolejne dwie drużyny: szwedzką HV 71 oraz fińską Jokerit. Rok później ponownie został poszerzony o Malmö Redhawks ze Szwecji i Lukko z Finlandii. Jednakże odbyły się dwa konkurencyjne zawody w tych dwóch państwach.
W 2010 roku zmieniono nazwę turnieju na European Trophy. Drużyna Lukko zrezygnowała z uczestnictwa. W zamian przystąpiła drużyna Vålerenga Oslo z Norwegii. Turniej objął zasięg ogólnokontynentalny. Dołączyły: Adler Mannheim, Eisbären Berlin z Niemiec oraz czeska Sparta Praga, które skompletowały dywizję stołeczną. Kolejne drużyn stworzyły dywizję centralną w której zagrał austriacki Red Bull Salzburg razem ze szwajcarskimi SC Bern i ZSC Lions.
W 2011 roku Szwecję i Finlandię reprezentować będzie po sześć drużyn. Luleå zastąpiła Malmö Redhawks w gronie szwedzkich drużyn zaś wśród fińskich drużyn po raz pierwszy wystartuje KalPa. Przedstawicielem Czech będą: Slavia Praga, Sparta Praga, HC Czeskie Budziejowice, Bílí tygři Liberec, HC Pardubice, HC Plzeň 1929 i HC Kometa Brno. Z Niemiec ponownie wystartują drużyny z Berlina i Mannheim. Do EC Red Bull Salzburg dołączyła druga drużyna z Austrii Vienna Capitals. Po raz pierwszy drużyna ze Słowacji przystąpi do turnieju. Będzie nim Slovan Bratysława. Drużyny z Norwegii i Szwajcarii postanowiły, iż nie będą już uczestniczyć w turnieju.
Rozgrywki zostały uznawane za przygotowanie do wprowadzenia Ligi Europejskiej.
| Sezon | Łącznie | Elitserien | SM-liiga | DEL | ELH | NLA | EBEL | GET-ligaen | Extraliga |
| ----- | ------- | ---------- | -------- | --- | --- | --- | ---- | ---------- | --------- |
| 2010  | 18      | 6          | 5        | 2   | 1   | 2   | 1    | 1          | –         |
| 2011  | 24      | 6          | 6        | 2   | 7   | –   | 2    | –          | 1         |
| 2012  | 32      | 7          | 7        | 4   | 7   | 4   | 2    | –          | 1         |
| 2013  | 32      | 7          | 7        | 4   | 7   | 4   | 2    | –          | 1         |

## Dotychczasowi triumfatorzy
| Nordic Trophy   | Nordic Trophy              | Nordic Trophy                     |
| Rok             | Zwycięzca fazy zasadniczej | Zwycięzca fazy play-off           |
| --------------- | -------------------------- | --------------------------------- |
| 2006            | Färjestad                  | Färjestad                         |
| 2007            | Kärpät                     | Kärpät                            |
| 2008            | Linköping                  | Linköping                         |
| 2009            | HV71 (Turniej szwedzki)    | Djurgårdens IF (Turniej szwedzki) |
| 2009            | Lukko (Turniej fiński)     | Tappara (Turniej fiński)          |
| European Trophy |                            |                                   |
| Rok             | Zwycięzcy fazy zasadniczej | Zwycięzca fazy play-off           |
| 2010            | HV71                       | Eisbären Berlin                   |
| 2011            | HC Pilzno 1929             | EC Red Bull Salzburg              |
| 2012            | Luleå                      | Luleå                             |
| 2013            | Färjestad                  | JYP                               |